# Tiro esportivo nos Jogos Europeus de 2015 - Pistola de ar 10 m feminino
A competição pistola de ar 10 m feminino foi um dos eventos do tiro esportivo nos Jogos Europeus de 2015, em Baku, no Azerbaijão. Foi disputada no Centro de Tiro de Baku no dia 17 de junho.

## Calendário
Horário de verão do Azerbaijão (UTC+5).
| Data        | Horário | Fase         |
| ----------- | ------- | ------------ |
| 17 de junho | 09:15   | Qualificação |
| 17 de junho | 11:00   | Final        |

## Medalhistas
| Ouro   | SRB Zorana Arunović |
| Prata  | ESP Sonia Franquet  |
| Bronze | BLR Viktoria Chaika |

## Resultados

### Qualificação
O resultado da qualificação foi seguinte.
| Pos. | Atiradora                 | Series | Series | Series | Series | Total | Xs | Notas                      |
| Pos. | Atiradora                 | 1      | 2      | 3      | 4      | Total | Xs | Notas                      |
| ---- | ------------------------- | ------ | ------ | ------ | ------ | ----- | -- | -------------------------- |
| 1    | RUS Olga Kuznetsova       | 97     | 98     | 98     | 97     | 390   | 13 | Recorde dos Jogos Europeus |
| 2    | BLR Viktoria Chaika       | 97     | 97     | 98     | 96     | 388   | 12 |                            |
| 3    | RUS Ekaterina Korshunova  | 98     | 96     | 95     | 99     | 388   | 8  |                            |
| 4    | SRB Zorana Arunović       | 98     | 95     | 97     | 98     | 388   | 8  |                            |
| 5    | UKR Olena Kostevych       | 99     | 96     | 97     | 94     | 386   | 15 |                            |
| 6    | ESP Sonia Franquet        | 98     | 96     | 97     | 95     | 386   | 13 |                            |
| 7    | SUI Heidi Diethelm Gerber | 97     | 98     | 96     | 95     | 386   | 9  |                            |
| 8    | AUT Sylvia Steiner        | 95     | 96     | 96     | 98     | 385   | 12 |                            |
| 9    | GER Stefanie Thurmann     | 93     | 95     | 97     | 98     | 383   | 12 |                            |
| 10   | POL Klaudia Breś          | 97     | 95     | 96     | 95     | 383   | 11 |                            |
| 11   | GER Monika Karsch         | 94     | 95     | 98     | 95     | 382   | 9  |                            |
| 12   | BUL Maria Grozdeva        | 94     | 95     | 96     | 95     | 380   | 10 |                            |
| 13   | FRA Céline Goberville     | 96     | 96     | 95     | 93     | 380   | 8  |                            |
| 14   | SRB Bobana Veličković     | 94     | 92     | 99     | 94     | 379   | 14 |                            |
| 15   | GEO Lizi Kiladze          | 94     | 88     | 99     | 98     | 379   | 12 |                            |
| 16   | GEO Nino Salukvadze       | 94     | 95     | 96     | 94     | 379   | 10 |                            |
| 17   | HUN Adrienn Nemes         | 91     | 97     | 96     | 95     | 379   | 9  |                            |
| 18   | CZE Tereza Přibáňová      | 95     | 94     | 95     | 95     | 379   | 9  |                            |
| 19   | GRE Anna Korakaki         | 95     | 93     | 96     | 94     | 378   | 11 |                            |
| 20   | CRO Vlatka Pervan         | 94     | 96     | 94     | 93     | 377   | 9  |                            |
| 21   | UKR Polina Konarieva      | 92     | 94     | 92     | 98     | 376   | 10 |                            |
| 22   | ITA Giustina Chiaberto    | 97     | 92     | 93     | 93     | 375   | 10 |                            |
| 23   | BUL Antoaneta Boneva      | 92     | 93     | 97     | 93     | 375   | 8  |                            |
| 24   | FRA Stéphanie Tirode      | 97     | 94     | 93     | 91     | 375   | 8  |                            |
| 25   | POR Joana Castelão        | 94     | 96     | 93     | 92     | 375   | 5  |                            |
| 26   | AZE Irada Ashumova        | 91     | 94     | 93     | 95     | 373   | 5  |                            |
| 27   | HUN Zsófia Csonka         | 92     | 92     | 91     | 97     | 372   | 10 |                            |
| 28   | CRO Marija Marović        | 95     | 94     | 89     | 92     | 370   | 8  |                            |
| 29   | ESP María Mercedes Soto   | 91     | 93     | 94     | 91     | 369   | 6  |                            |
| 30   | BEL Manon Hamblenne       | 87     | 95     | 93     | 91     | 366   | 5  |                            |
| 31   | LAT Agate Rašmane         | 87     | 95     | 92     | 91     | 365   | 4  |                            |
| 32   | MLT Eleanor Bezzina       | 90     | 91     | 94     | 90     | 365   | 3  |                            |
| 33   | SLO Petra Dobravec        | 95     | 89     | 89     | 90     | 363   | 6  |                            |
| 34   | EST Vera Rumiantseva      | 91     | 89     | 88     | 92     | 360   | 7  |                            |
| 35   | AZE Narmina Samadova      | 91     | 86     | 93     | 90     | 360   | 2  |                            |
| 36   | KOS Lumturie Rama         | 92     | 83     | 83     | 93     | 351   | 3  |                            |

### Final
O resultado final foi o seguinte.
| Pos.              | Atiradora                 | Series | Series | Series | Series | Series | Series | Series | Series | Series | Notas                      |
| Pos.              | Atiradora                 | 1      | 2      | 3      | 4      | 5      | 6      | 7      | 8      | 9      | Notas                      |
| ----------------- | ------------------------- | ------ | ------ | ------ | ------ | ------ | ------ | ------ | ------ | ------ | -------------------------- |
| Medalha de ouro   | SRB Zorana Arunović       | 30.7   | 60.5   | 80.7   | 100.2  | 119.0  | 138.6  | 159.2  | 179.9  | 199.5  | Recorde dos Jogos Europeus |
| Medalha de prata  | ESP Sonia Franquet        | 29.7   | 58.9   | 78.4   | 98.1   | 118.5  | 138.8  | 159.7  | 177.5  | 196.3  |                            |
| Medalha de bronze | BLR Viktoria Chaika       | 30.1   | 58.1   | 77.4   | 98.6   | 119.5  | 139.1  | 158.7  | 177.4  |        |                            |
| 4                 | UKR Olena Kostevych       | 29.6   | 58.9   | 79.1   | 98.5   | 118.8  | 137.9  | 157.9  |        |        |                            |
| 5                 | RUS Ekaterina Korshunova  | 31.8   | 61.4   | 81.4   | 99.4   | 117.3  | 137.7  |        |        |        |                            |
| 6                 | RUS Olga Kuznetsova       | 30.0   | 59.5   | 78.7   | 98.1   | 116.9  |        |        |        |        |                            |
| 7                 | SUI Heidi Diethelm Gerber | 29.9   | 59.3   | 77.6   | 97.7   |        |        |        |        |        |                            |
| 8                 | AUT Sylvia Steiner        | 28.1   | 58.1   | 76.7   |        |        |        |        |        |        |                            |